# Summit (Nova Jérsei)
Summit é uma cidade localizada no estado americano de Nova Jérsei, no Condado de Union. É a cidade natal da atriz Meryl Streep.

## Demografia
Segundo o censo americano de 2000, a sua população era de 21.131 habitantes.
Em 2006, foi estimada uma população de 21.103, um decréscimo de 28 (-0.1%).

## Geografia
De acordo com o United States Census Bureau tem uma área de
15,8 km², dos quais 15,7 km² cobertos por terra e 0,1 km² cobertos por água.

## Localidades na vizinhança
O diagrama seguinte representa as localidades num raio de 4 km ao redor de Summit.